# Barwoutswaarder
Barwoutswaarder is een voormalige gemeente en woonplaats, later een woonwijk en bedrijventerrein in Woerden, in de Nederlandse provincie Utrecht. Barwoutswaarder heeft 5670 inwoners (2004). De belangrijkste weg door deze wijk, de Hoge Rijndijk, heet ook Barwoutswaarder.
De wijk is gelegen ten westen van de kern Woerden, ten zuiden van de Oude Rijn en de gelijknamige weg. Ten westen ligt de woonplaats Bekenes, en ten noorden, aan de andere kant van het water, de huizengroep Rietveld. Ten zuidoosten ligt de wijk Molenvliet. Barwoutswaarder bestaat voor een deel uit een bedrijventerrein, nieuwbouwwoningen en in het westen oude bebouwing, waaronder enkele boerderijen. Tevens is het gelegen in het noorden van de Polder Barwoutswaarder.
Barwoutswaarder was vanaf 1817 een zelfstandige gemeente, totdat het in 1964 werd verdeeld tussen de gemeenten Bodegraven en Woerden, die toen nog beide in de provincie Zuid-Holland lagen.